# Frederic-Pau Verrié i Faget
Frederic-Pau Verrié i Faget (Girona, 1920 - 11 de febrer de 2017) fou un historiador de l'art, arqueòleg i editor català.

## Biografia
Estudià a l'Escola Massana de Barcelona i història a la Universitat de Barcelona, on va ser deixeble d'Agustí Duran i Sanpere als Estudis Universitaris Catalans. El 1946 fou nomenat arxiver a l'Institut Municipal d'Història, i fou un dels fundadors de la revista Ariel. Es casà amb una germana del seu col·lega Joan Ainaud de Lasarte.
El 1953 fou processat per activitats socialistes i fou expulsat de la feina fins al 1963. El 1970-1972 i el 1980-1985 fou director del Museu d'Història de Barcelona. Com a arqueòleg va dirigir l'excavació del primitiu baptisteri cristià de Barcelona i va participar en la renovació del subsòl arqueològic, la recuperació de l'espai sota les voltes del Tinell, i també redactà el projecte d'ampliació i reforma general del museu el 1982.
Era especialista en pintura gòtica catalana, camp en què publicà articles a Anales y Boletín de los Museos de Arte de Barcelona i a Serra d'Or (sobre Ferrer Bassa, 1965). Publicà obres de divulgació, monografies i guies. També el 1950 va fer anotacions a la Crònica del regnat de Joan I. També va dur a terme tasques d'edició, i en aquest terreny va publicar les Elegies de Bierville, de Carles Riba el 1943 i La pell de brau, de Salvador Espriu el 1960, i preparà el volum Versions de poesia catalana (1962), en deu idiomes, amb Albert Manent, Joaquim Molas i Joan Triadú. Des del 1985 publicava Parva Archaeologica, i encara al segle xxi, amb una edat força avançada, continuava produint diverses publicacions.
Fou un dels fundadors del Partit dels Socialistes de Catalunya —el 16 de juliol de 1978—, i en reconeixement tant a la seva tasca editorial com investigadora el 2001 fou guardonat amb la Creu de Sant Jordi.

## Fons Frederic-Pau Verrié
L'any 1994, Frederic-Pau Verrié va formalitzar el donatiu del seu fons a la Universitat de Girona.
El Fons Frederic-Pau Verrié està format per uns 700 documents, majoritàriament llibres, reunits al llarg de la seva dilatada carrera com a historiador de l'art, docent i editor, així com documents procedents de la biblioteca personal del seu pare, Frederic Verrié Sala. La temàtica dels documents és principalment història de l'art i arqueologia.
El Fons es pot consultar a la Biblioteca de la Universitat de Girona, al campus del Barri Vell.

## Obres
- La iglesia de los Santos Justo y Pastor(1942)
- Catálogo monumental de Barcelona (1947) amb Joan Ainaud de Lasarte i Josep Gudiol Ricart
- El pintor Pidelaserra, ensayo de biografía crítica (1947)
- Mil joyas del arte español (1948, amb Alexandre Cirici i Pellicer)
- Mallorca (1948)
- Montserrat (1950)
- Barcelona antigua (1952)
- Pedralbes y sus pinturas (1951)
- La vida del artista medieval (1953)
- L'art català (1955-1961)